# Попов, Евгений Алексеевич (священник)
Евге́ний Алексе́евич Попо́в (1824 — 17 (29) мая 1888) — протоиерей города Перми, писатель-богослов, отец Владимира Евгениевича Попова.

## Биография
Родился в Красноуфимске в семье священника. Учился в Пермской духовной семинарии (выпуск 1844 года):23. Основал в Перми просветительное общество св. Стефана Великопермского, позднее преобразованное в «Братство св. Стефана». При нём находилась часовня, зал для религиозно-нравственных и миссионерских бесед, велась деятельность по заботе о нищих.
места церковного служения
- 1844 год — священник села Тохтаревского Красноуфимского уезда
- 1844 год — священник Спасо-Преображенской церкви а городе Кунгур
- 1 мая 1853 года — Петропавловский собор в городе Пермь
- 29 января 1854 года — пермская Рождество-Богородицкая церковь
- 1862 год — благочинный 2-го округа Оханского уезда с местопребыванием в Нытве
- 1871 год — Воскресенская церковь в Перми
- 1887 год — священник церкви при Пермской пересыльной тюрьме

Почетный член Петербургской духовной академии.